# Szén-monoxid
A szén-monoxid (CO, régi nevén szénéleg) színtelen, szagtalan, íztelen gáz. A szénvegyületek tökéletlen égése során képződik, főleg belső égésű motorokban. Üzemanyagnak is használható, levegővel jellegzetes, kék lánggal ég. Kiterjedten használják vegyipari alapanyagként. Szobahőmérsékleten gáz-halmazállapotú, sűrűsége a levegőnél egy kicsit kisebb. Erősen mérgező, az általa kiváltott szén-monoxid-mérgezés évente sok áldozatot szed. Szerkezetében egy oxigénatom kapcsolódik háromszoros kovalens kötéssel egy szénatomhoz. Leggyakrabban a szervetlen vegyületek közé sorolják, mert molekulájában nincs hidrogén‒szén, illetve szén‒szén kötés.

## Előállítása
A szén-monoxid előállítására többféle módszer létezik.
A szintézisgáz a vízgőz és szén endoterm reakciójával jön létre:
H2O + C → H2 + CO ΔH = 131 kJ/mol
CO előállítható fém-oxidok szenes redukciójával is, ahogy azt az egyszerűsített ábra is mutatja (M=fém):
MO + C → M + CO ΔH = 131 kJ/mol
Miután a CO gáz lesz, a folyamat felgyorsítható hevítéssel.

## Szerkezete
A szén-monoxid molekulában a szénatom két párosítatlan elektronja és az oxigénatom párosítatlan elektronjai egy szigma-, és egy pi-kötést létesítenek. A molekulában található harmadik pi-kötés mindkét elektronja az oxigénatomtól származik, ez egy datív kovalens kötés. A molekulában a kötésrend három. A molekula két nemkötő elektronpárt tartalmaz, egyik a szénatomhoz, másik az oxigénatomhoz tartozik.
A szén-monoxid gyengén poláris, dipólusmomentuma kb. 0,1 debye és az oxigénatom felé mutat, vagyis az oxigén a pozitív pólus annak ellenére, hogy az oxigénnek nagyobb az elektronegativitása. Ez azzal magyarázható, hogy a nagyobb elektronegativitású oxigénatom a második pi-kötés elektronjainak donora (az atom, amelyik az elektronpárt adja), a kisebb elektronegativitású szénatom pedig az akceptor. Az elektronpár-átadás enyhén túlkompenzálja az elektronegativitás okozta töltéseltolódás hatását.

## Tulajdonságai
Nehezen cseppfolyósítható gáz. A sűrűsége közel áll a levegőéhez. A nitrogénmolekulával izoszter, ez azt jelenti, hogy azonos a molekulák tömege és megegyezik a molekulát alkotó atomok száma. Emiatt fizikai tulajdonságaik nagyon hasonlóak, közel áll egymáshoz a sűrűségük, az olvadáspontjuk és a forráspontjuk. A szén-monoxid vízben rosszul oldódik. Redukáló tulajdonságú. A szén-monoxid molekulájában található két nemkötő elektronpár nem egyenértékű, a szénhez tartozó elektronpár donor sajátságú. A szén-monoxid emiatt könnyen képez komplexeket, átmenetifémekkel képzett komplexeinek neve fém-karbonil. A hangyasav formális anhidridjének tekinthető, mert hangyasavból kénsavval történő vízelvonáskor szén-monoxid fejlődik, azonban a vízben oldásakor nem keletkezik hangyasav.
{\displaystyle \mathrm {H{-}COOH\longrightarrow CO+H_{2}O} }
A nátrium-hidroxid 100 °C körüli hőmérsékleten szén-monoxidot köt meg, és a hangyasav nátriumsója, nátrium-formiát keletkezik.
{\displaystyle \mathrm {CO+NaOH\rightarrow H{-}COONa} }
A levegő oxigénje hatására elég, szén-dioxid keletkezik. Ez a reakció vízgőznyomok hatására megy végbe. Klórral nagyon mérgező foszgénné (karbonil-kloriddá) egyesül.
{\displaystyle \mathrm {CO+Cl_{2}\rightleftharpoons COCl_{2}} }
Ha a szén-monoxid kéngőzökkel reagál, gáz halmazállapotú karbonil-szulfid keletkezik. A karbonil-szulfid könnyen bomlik szén-dioxiddá és szén-diszulfiddá.
{\displaystyle \mathrm {2\ CO+2\ S\rightleftharpoons 2\ COS\rightleftharpoons CO_{2}+CS_{2}} }

## Élettani hatása
A szén-monoxid nagyon mérgező gáz. Mérgező hatása azzal magyarázható, hogy a vér hemoglobinjában található vasatomokkal stabil komplexet, szén-monoxid-hemoglobint képez, ezzel a szervezet oxigénfelvételét és oxigénellátását akadályozza. A hemoglobin akkor is megköti a szén-monoxidot, ha a levegő szén-monoxid tartalma csekély. 250-szer nagyobb affinitással kötődik a vér hemoglobinjához, mint az oxigén.
- Azonnali hatása: fejfájás, szédülés, émelygés, a látás- és hallásképesség csökkenése.[3]
- Tartós hatása: a szívizmot ellátó koszorúerek keringését csökkenti, hozzájárulva a koszorúér-elmeszesedéshez, szűkíti a koszorúereket, növeli a szívinfarktus kockázatát.[3]

Szén-monoxid-mérgezés esetén a szabad levegőn végzett mesterséges lélegeztetés alkalmazására is szükség lehet. A mérgezés megelőzésének egyik módja a szén-monoxid-riasztó használata.